# Síntesis por distorsión de fase
La síntesis por distorsión de fase (PD) es un método de síntesis de sonido lanzado en 1984 por Casio en sus sintetizadores CZ y VZ. Básicamente es similar a la síntesis por modulación de frecuencias (FM) creada por Yamaha, ya que ambos métodos se basan en modificar una onda de sonido en el tiempo. No obstante, el procedimiento y los resultados de los dos métodos son distintos.
Casio fabricó varios sintetizadores con su concepto original de síntesis por distorsión de fase (PD). El último fue el VZ-1, que emplea una distorsión de fase interactiva, que resulta ser más próxima a la modulación de fase que una evolución de la síntesis por distorsión de fase en sí.
Es un tipo de síntesis de sonido que no ha alcanzado mucha popularidad más allá de los modelos de sintetizadores de Casio.

## Generación de contenido armónico
En el procedimiento de Casio, la onda original, generada por un oscilador controlado digitalmente o DCO (Digital Controlled Oscillator) es modificada por un los osciladores DCW (Digital Controlled Waveform). De esta forma, se distorsiona la onda original, tomando otra forma distinta, creándose armónicos en la onda de salida. Cuando los moduladores son ricos en armónicos, pueden crear espectros más lineales, más similares a los producidos en la síntesis substractiva tradicional, que en una síntesis por modulación de frecuencias de Yamaha. No obstante, es un tipo de síntesis con más limitaciones que la síntesis por modulación de frecuencias, porque usa moduladores que están en la misma frecuencia o en un múltiplo de la señal original. Por otra parte, es más predecible y más fácil de aprender que la síntesis FM de Yamaha. Por tanto, las dos formas de síntesis no son directamente equivalentes.
Las transformaciones de la fase se hacen a partir de funciones lineales bajo control lógico binario, mostrando formas de onda afiladas características (y para algunas transformaciones incluso saltos bruscos) a medida que van de mínimo a máximo. Las formas afiladas son suavizadas por la redondez de la onda sinusoidal modulada, no siendo demasiado notables en la señal resultante.

## Simular un filtro resonante
Siendo más capaz de generar un espectro lineal tradicional lineal, los sintetizadores CZ también pueden emular barridos de filtro resonante. Esto se ha hecho utilizando ondas sinusoidales en la frecuencia resonante, sincronizadas en la frecuencia fundamental. Las frecuencias pueden ser controladas, pero no cantidad de resonancia. 

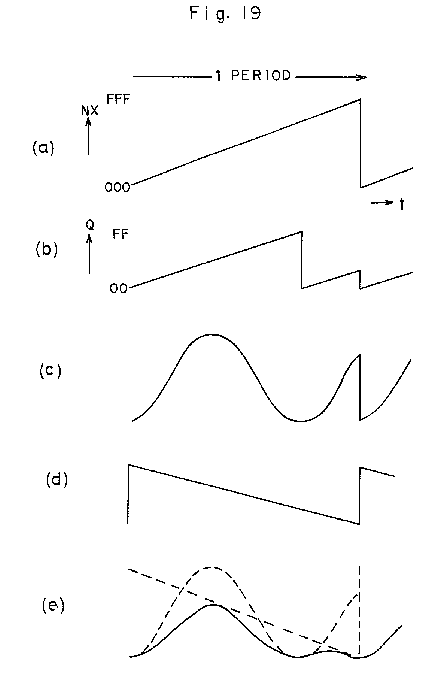
Figura 19 de la patente del sintetizador CZ que muestra como eliminar los saltos repentinos en los circuitos de resonancia variable (aquí mostrando el segundo armónico)

Figura 19 de las series de sintetizadores CZ de la patente para emular la resonancia variable que se produce en los filtros controlados por voltaje:
- (a) Contador de frecuencia de la base, envolviendo en cada periodo.
- (b) Contador de frecuencia de la resonancia en una frecuencia ligeramente más alta, siendo reinicializada o sincronizada cuándo el contador de base la envuelve.
- (c) Contador de frecuencia de resonancia utilizado como una onda sinusoidal. ¡Nota el salto repentino al reiniciar!
- (d) Contador de frecuencia de base invertida.
- (e) Multiplicar c por d. El salto repentino en c ahora está más nivelado.

Un resumen en otros términos: La resonancia es una forma de sincronización digital, formada por una onda sinusoidal en la frecuencia resonante, con envolvente de amplitud y sincronizada en la frecuencia fundamental. La onda puede tener varias formas, incluyendo diente de sierra y triángulo, por ello determinando el espectro de base al que el efecto resonante está superpuesto. Esto produce discontinuidades agudas en la onda, lo cual es una manera bien sabida para reducir el efecto de aliasing en sincronización digital. Aun así, el aliasing aparece debido a discontinuidades en las derivadas de la función.[cita requerida]
Así, se generan efectos de barrido del filtro de la misma manera que los efectos de sincronización: modulando la frecuencia de resonancia (envolvente DCW), cambios en el timbre, añadiendo y restando armónicos del espectro fundamental alrededor de la frecuencia resonante escogida.

## Comparación con otros tipos de síntesis
La distorsión de fase, en términos generales, aplica conceptos matemáticos similares a la modulación de fase (matemáticamente similar a la modulación de frecuencia), pero su procedimiento y resultados no son equivalentes. Mientras que la síntesis por modulación de fase, iniciada por John Chowning y comercialmente utilizada por Yamaha, usa un modulador oscilante que puede tener su periodo propio, la síntesis por distorsión de fase aplica un modulador angular de segmentos de línea recta, sincronizados al mismo periodo como su onda transportadora correspondiente. Ambas usan funciones de Bessel, que en la síntesis por modulación de frecuencia deriva en espectros de onda menos lineales que los producidos por síntesis por distorsión de fase. Esto se pone de manifiesto en que los sintetizadores que usan este tipo de síntesis de distorsión de fase tienen fama de tener más posibilidades de producir sonidos subtractivos tradicionales, que los sintetizadores FM, caracterizados por producir espectros más lineales.
El último método de Casio fue la Distorsión de Fase Interactiva (iPD), implementada en su serie de sintetizadores VZ (VZ-1, VZ-10M, y VZ-8M). En la síntesis iPD, los osciladores múltiples están combinados en varias rutas configurables (similares a los algoritmos de Yamaha) pudiéndose modular utilizando distorsión de fase o modulación de anillo (este último no disponible en el sistema de Yamaha). Esta forma de síntesis por distorsión de fase iPD supone unas ciertas ventajas, pero aun así no es tan versátil como la pura síntesis por modulación de frecuencias de Yamaha.